# Cantó de Thiberville
El cantó de Thiberville és un cantó francès del departament de l'Eure, situat al districte de Bernay. Té 21 municipis i el cap es Thiberville.

## Municipis
- Barville
- Bazoques
- Boissy-Lamberville
- Bournainville-Faverolles
- La Chapelle-Hareng
- Drucourt
- Duranville
- Le Favril
- Folleville
- Fontaine-la-Louvet
- Giverville
- Heudreville-en-Lieuvin
- Piencourt
- Les Places
- Le Planquay
- Saint-Aubin-de-Scellon
- Saint-Germain-la-Campagne
- Saint-Mards-de-Fresne
- Saint-Vincent-du-Boulay
- Le Theil-Nolent
- Thiberville

## Història
| Data d'elecció                           | Identitat                     | Partit          | Qualitat |
| ---------------------------------------- | ----------------------------- | --------------- | -------- |
| 1945-19..                                | M. Mesnil                     | Divers droite   |          |
| 19..-1964                                | M. Philippe                   | RGR             |          |
| 1964-1970                                | M. Payelle                    | UDR             |          |
| 1970-1997                                | François Gaud Couraye du Parc | CD, després UDF |          |
| 2001-                                    | Guy Paris                     | Divers droite   |          |
| les dades anteriors no són pas conegudes |                               |                 |          |
|                                          |                               |                 |          |

## Demografia
| A partir de 1990: Població sense dobles comptes |